# Conferenza euromediterranea sul Cinema
La Conferenza euromediterranea sul cinema è una conferenza cinematografica che si svolge ogni anno a Venezia durante la Mostra del cinema.

## Storia
Fondata nel 1995 da Pierpaolo Saporito, presidente del Consiglio Internazionale del Cinema e della Televisione dell'UNESCO, su istanza del Parlamento europeo e sotto l'alto patronato del Presidente della Repubblica Italiana, la Conferenza euromediterranea sul cinema nasce con l'obiettivo di sostenere il processo di integrazione mediterranea derivante dagli Accordi di Barcellona del 1995.
Nel corso degli anni, la conferenza ha promosso numerose iniziative, come la fondazione di nuovi festival cinematografici in Albania, Croazia, Turchia, Gaza, Grecia, Tunisia, Marocco, Siria, che insieme costituiscono l'MCM (Council of the Cinematographic Events in the Mediterranean; il contribuito alla costituzione della CO.Pe.A.M. (Permanent Conference of the Mediterranean Audiovisual Operators); la partecipazione al Programma Mediterraneo dell'UNESCO e al programma Euromed Audiovisual; la co-gestione della UNTV al World Summit on Information Society (WSIS) presso le Nazioni Unite nel 2005 a Tunisi; la creazione Premio annuale CICT-UNESCO Enrico Fulchignoni; il sostegno al Premio Lux del Parlamento Europeo e la fondazione di OCCAM – Osservatorio sulla Comunicazione Digitale da parte dell'UNESCO.

## Edizioni

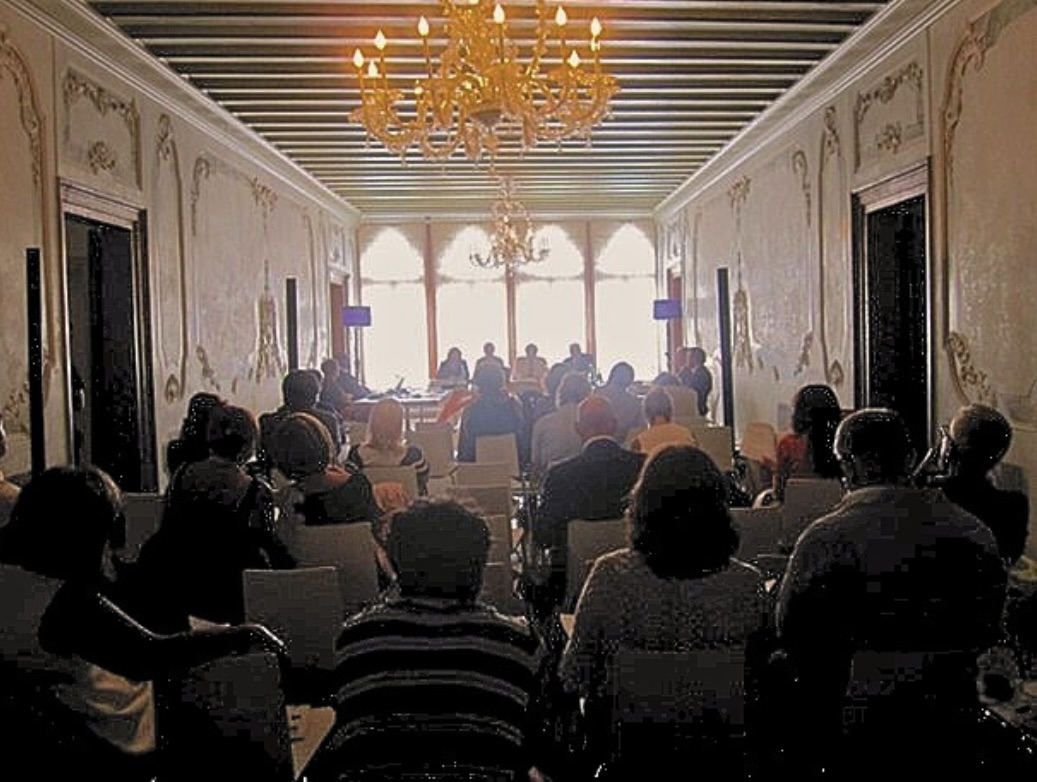
La sala del Palazzo Ca' Giustinian a Venezia

- 1995 – I Conferenza: “Dimensione cinema nel nuovo assetto Euromediterraneo”[8]
- 1996 – II Conferenza: “Multimedia e comunicazione: lo scenario Mediterraneo"[9]
- 1997 – III Conferenza: “Cinema Euromediterraneo: la strategia dei valori”[10]
- 1998 – IV Conferenza: “Il Cinema Mediterraneo tra innovazione e tradizione"[11]
- 1999 – V Conferenza: “Audiovisivo Mediterraneo e area di libero scambio Euromed"[12]
- 2000 – VI Conferenza: “Rivoluzione Digitale e nuove culture[13]
- 2001 – VII Conferenza “Comunicazione Audiovisiva e Interattività per un dialogo tra le culture”[14]
- 2002 – VIII Conferenza “Il Cinema nell'era Digitale: quali tecnologie per quali popoli?"[15]
- 2003 – IX Conferenza: “Cinema e nuovi Media tra cultura e mercato"[16]
- 2004 – X Conferenza: “Cinema e Culture delle diaspore nell'era Digitale"[17]
- 2005 – XI Conferenza “Promozione del patrimonio immateriale e nuove creatività Digitali"[18]
- 2006 – XII Conferenza: “Cinema come ponte tra le culture"[19]
- 2007 – XIII Conferenza: “Cinema tra localismi e il mercato Globale"[20]
- 2008 – XIV Conferenza: “Cinema e creatività collettiva nei nuovi Media"[21]
- 2009 – XV Conferenza: “Creatività e innovazione nel cinema Mediterraneo"[22]
- 2010 – XVI Conferenza: “Cinema, TV, WEB: il nuovo spazio di libero scambio euromediterraneo”[23]
- 2011 – XVII Conferenza: “Cinema, social and new media for a new mediterranean citizenship”[24]
- 2012 – XVIII Conferenza: “Cinema e comunicazione digitale per un mediterraneo democratico e solidale"[25]
- 2013 – XIX Conferenza: “ Creatività e innovazione nel cinema mediterraneo”[26][27]
- 2014 – XX Conferenza: “E-health for all"[28]
- 2016 – XXI Conferenza: “Il Mediterraneo nell'era digitale: sicurezza sanitaria, emergenza migranti e sviluppo solidale nel bacino nel mediterraneo"[29]
- 2019 – XXII Conferenza “Med screamings screens: i nuovi linguaggi nell'era della Rivoluzione Digitale"[30]
- 2021 – XXIII Conferenza: “Expanded cinema from screens to platforms: le nuove forme digitali del cinema”[31]
- 2022 – XXIV Conferenza: “Cinema evolution in the digital era: the Mediterranean as paraphrase of the world"[32]
- 2023 - XXV Conferenza: "Platforms and AI: the rise of global cinema?"[33]
- 2025 - XXVI Conferenza: "Mobile cinema: a new koiné for young Euromediterraneans to foster peace and tolerance"[34][35]

## Premio Enrico Fulchignoni

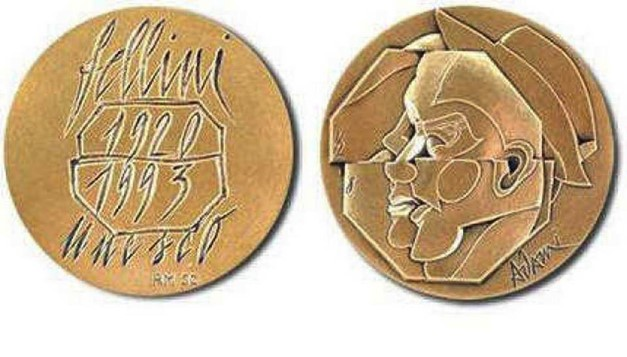
La Medaglia Fellini

Il Premio Enrico Fulchignoni è un premio cinematografico che viene assegnato dal 1989 nel corso della Conferenza euromediterranea sul cinema alla Mostra del cinema di Venezia. Il premio è dedicato ad Enrico Fulchignoni, commediografo e regista italiano, direttore della "Film Section" dell'UNESCO e presidente del Consiglio Internazionale del Cinema e della Televisione, nonché Direttore della sezione "Venezia genti" presso la Mostra Internazionale del Cinema di Venezia. Il vincitore del premio riceve la "Medaglia Fellini" dell'UNESCO.

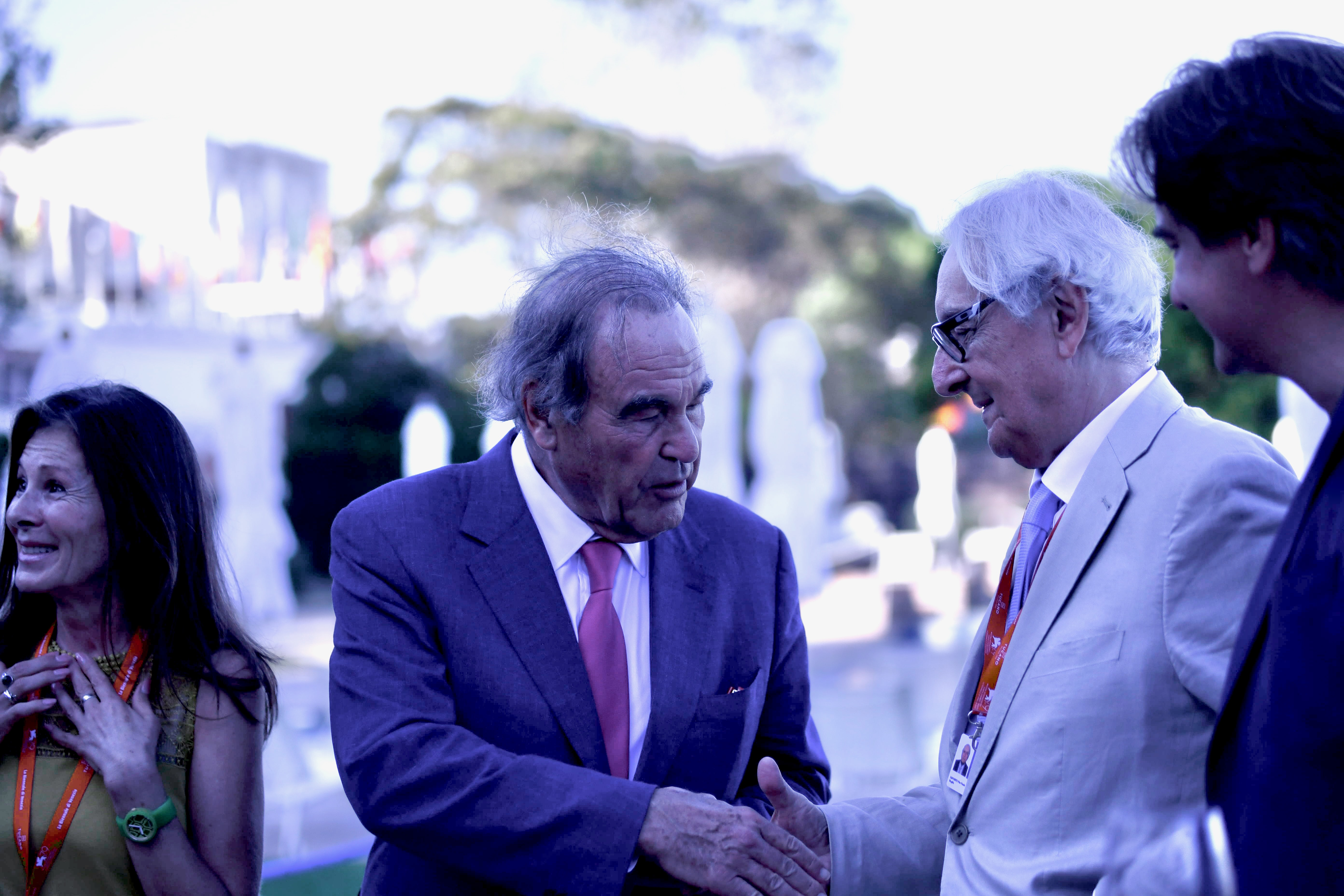
Oliver Stone riceve la medaglia Fellini UNESCO

### Albo d'oro
- 1989 - Un Petit Monastere en Toscane di Otar Ioselani
- 1990 - Couvre-Feu di Rachid Masarawi
- 1991 - Le cri du coeur di Idrissi Ouédraogo
- 1992 - Aguilas non cazan moscas by Sergio Cabrera
- 1993 - Kardiogramma di Darzhan Omirbaev
- 1994 - Small Wonders di Allen Miller
- 1995 - Kolonel Bunker di Kujtim Cashku
- 1996 - La strana storia della banda sonora di Francesca Archibugi
- 1997 - Civilisées di Randa Chahal Sabbag
- 1998 - Tsion, Auto-emancipatie di Amos Gitai
- 1999 - Roozi Key zan shodam di Marziyet Meshkini
- 2000 - Porto da minha infancia di Manuel de Oliveira
- 2001 - 11 September di Autori Vari
- 2002 - Camur (Fango) di Dervish Zaim[37]
- 2003 - Land of Plenty di Wim Wenders
- 2004 - La passione di Giosuè l'ebreo di Pietro Scimeca
- 2005 - La Dignidad de los nadies di Fernando Solanas
- 2006 - Daratt di Mahamat-Saleh Haroun
- 2007 - Corti del cinema marocchino di Autori Vari
- 2008 - Birdwatchers di Marco Bechis
- 2009 - The Traveller di Ahmed Maher
- 2010 - Miral di Julian Schnabel
- 2011 - Tahrir 2011 di Autori Vari
- 2012 - L'intervallo di Leonardo di Costanzo
- 2013 - At Berkleley di Frederick Wiseman
- 2014 - Inocente di Dave Lee
- 2015 - Beasts of no nation di Cary Fukunaga
- 2016 - Hotel Salvation di Shubhashish Bhutiani
- 2017 - Human Flow di Ai Weiwei[6]
- 2018 - El Pepe, Una Vida Suprema di Emir Kusturica
- 2019 - 45 seconds of laughter di Tim Robbins
- 2020 - Horshid di M. Majid e Scherza con I fanti di Gianfranco Pannone
- 2021 - AMIRA di Mohamed Diab
- 2022 - Nuclear di Oliver Stone
- 2023 - Io capitano di Matteo Garrone[38]
- 2024 - The Fisherman di Zoey Martinson[39]